# Vasili Safónov
Vasili Ilich Safónov (en ruso: Васи́лий Ильи́ч Сафо́нов) (6 de febrero de 1852 - 27 de febrero de 1918), fue un pianista ruso, profesor, director de orquesta y compositor.
Safónov o Safonoff como fue conocido en Occidente durante su vida. Nació en la stanitsa Ischórskaya en la óblast del Térek, región de los cosacos del Térek, en Chechenia, Imperio ruso, siendo hijo de un oficial cosaco. Se educó en el Liceo Imperial Aleksándrovski, en San Petersburgo, y en el Conservatorio de San Petersburgo. Se graduó como licenciado en leyes, y siendo pianista ganó la medalla de oro del Conservatorio, donde estudió de 1881 a 1885. Fue alumno de Teodor Leszetycki y Nikolái Zaremba.
Safónov particularmente nunca fue un compositor exitoso propiamente dicho, pero fue un gran educador musical, llegando a ser el director del Conservatorio de Moscú en 1889. También fue el director del Conservatorio Nacional de Nueva York. Fue el profesor de alguno de los mejores pianistas rusos, notablemente Aleksandr Skriabin, Nikolái Medtner, Josef Lhévinne y Rosina Bessie (que más tarde se apellidaría Lhévinne y sería la profesora de Van Cliburn). 
Tras retirarse de la enseñanza, Safónov llegó a ser bien conocido como director de orquesta, actuando con las principales orquestas de Europa, incluyendo las Orquestas Filarmónicas de Berlín, Viena y Praga, la Orquesta Lamoureux de París, la Orquesta Sinfónica de Londres, la Accademia Nazionale di Santa Cecilia y la New York Philharmonic Society. En su día las audiencias estaban extrañadas de que no utilizara nunca la batuta.